# Alternative rock
Alternative rock (còn gọi là nhạc alternative, alt-rock) là một thể loại nhạc rock xuất phát từ giới nhạc ngầm độc lập vào thập niên 1970 và trở nên phổ biến vào thập niên 1990. Ban đầu, từ "alternative" được dùng để thể hiện sự tách biệt của thể loại này với nhạc rock đại chúng. Ý nghĩa ban đầu của thuật ngữ này dùng để chỉ một thế hệ những nhạc sĩ được thống nhất bởi có cùng sự ảnh hưởng về phong cách âm nhạc, hay đơn giản là có tính tự lập, tinh thần tự lực cánh sinh của punk rock mà vào cuối những năm 1970 đã đặt nên móng cho nhạc alternative. Khi đó, "alternative" được dùng như một thể loại tổng hợp; từ các nghệ sĩ rock ngầm nhận được sự quan tâm đại chúng, và cho tới bất kỳ dạng nhạc nào, dù có phải rock hay không, mà xuất phát từ punk rock, cũng đều có thể được gọi là alternative.
Alternative rock là một thuật ngữ ô dù (umbrella term) gồm những kiểu nhạc khác nhau từ âm thanh, nội dung xã hội, tới vùng xuất phát. Vào cuối thập niên 1980, những tạp chí, zine, radio, và truyền miệng đã làm tăng sự nổi tiếng và bật lên tính đa dạng của alternative rock, giúp định nghĩa những phong cách (và giới nhạc) tách biệt gồm gothic rock, jangle pop, noise pop, indie rock, indie pop, grunge, Madchester, industrial rock, shoegazing, alternative hip hop, và rap rock. Hầu hết những tiểu thể loại này đều có sự chú ý đại chúng nhỏ và có một số ban nhạc đại diện cho, như Hüsker Dü và R.E.M. thậm chí còn ký hợp đồng với hãng đĩa lớn. Nhưng tính đại chúng của các nhóm alternative bị hạn chế so với các thể loại rock và pop khác đương thời, và hầu hết nghệ sĩ tiếp tục hợp đồng với các hãng đĩa độc lập. Nhờ sự thành công của Nirvana và phong trào grunge và Britpop những năm 1990, alternative rock đi vào thị trường âm nhạc đại chúng và nhiều ban nhạc alternative tìm được thành công thương mại.
Cuối thập niên 1990, tính đại chúng của alternative rock suy giảm bởi một số sự kiện khiến grunge và Britpop tàn lụi. Tuy vậy, post-grunge (Creed, Matchbox Twenty) và post-Britpop (Coldplay) tiếp tục phổ biến vào đầu thế kỷ XXI; Radiohead vẫn nhận sự ca ngợi từ các nhà phê bình. Đồng thời, nhiều sự chú ý hơn đổ dồn về emo. Từ cuối thập niên 1990-đầu thập niên 2000, nhiều nhóm alternative rock lấy cảm hứng từ post-punk và new wave, gồm The White Stripes, The Strokes, Franz Ferdinand, và Interpol, và các nghệ sĩ post-punk revival như Modest Mouse và The Killers đạt thành công thương mại.

## Đặc điểm
Tên "alternative rock" về cốt lõi là một thuật ngữ ô dù cho loại nhạc ngầm đã nổi lên trong sự trõi dậy của punk rock từ giữa những năm 1980. Trong hầu hết chiều dài lịch sử, alternative rock được định nghĩa chủ yếu bởi sự tương phản với tính thương mại của văn hóa đại chúng, dù điều này không hoàn toàn đúng nữa khi mà đã có hàng loạt nghệ sĩ alternative đạt thành công thương mại hoặc được chiêu mộ bởi những hãng đĩa lớn (đặc biệt từ đầu thiên niên kỷ mới). Những nhóm nhạc thập niên 1980 chủ yếu chơi trong các câu lạc bộ nhỏ, thu âm cho những hãng đĩa indie, và lan rộng độ phổ biến qua truyền miệng. Do đó, không có cơ sở định nghĩa toàn bộ alternative rock. Phong cách âm nhạc đa dạng từ sự sầu thảm của gothic rock, tiếng guitar "jangle" của indie pop, tiếng guitar bụi bặm của grunge tới tính quật khởi '60/'70 của Britpop.